# Coniostola
Coniostola là một chi bướm đêm thuộc phân họ Olethreutinae, họ Tortricidae Tortricidae.

## Các loài
- Coniostola omistus Diakonoff, 1988
- Coniostola stereoma (Meyrick, 1912)